# Ocoee (rivière)
Pour les articles homonymes, voir Ocoee et Toccoa.
Ne doit pas être confondu avec Oconee (rivière).
L'Ocoee (en anglais : Ocoee River), également appelée la Toccoa (en anglais : Toccoa River) dans sa partie amont, est un cours d'eau américain qui s'écoule de la Géorgie au Tennessee.  Elle commence par traverser les comtés d'Union et de Fannin avant de parcourir, dans l'État voisin, le comté de Polk, où elle se jette dans l'Hiwassee, qui fait partie du système hydrologique du Mississippi. La rivière arrose notamment la forêt nationale de Chattahoochee-Oconee puis la forêt nationale de Cherokee.